# Eduardo García Onativia
Eduardo García Oñativia (Nova York, 4 d'abril de 1862 -) fou un aristòcrata i polític valencià, diputat a les Corts Espanyoles durant la restauració borbònica
Des del 1891 deté el títol de comte d'Oñativia. Gendre del general José Arrando Ballester, fou membre del Partit Liberal Fusionista, va donar suport al sector de Francisco Rambla Foguet i es va oposar a la línia oficial d'Emilio Sánchez Pastor. Fou elegit diputat pel districte de Nules a les eleccions generals espanyoles de 1886, 1893 i 1898.